# دیلسبورو (کارولینای شمالی)
دیلسبورو (به انگلیسی: Dillsboro) شهری در ایالت کارولینای شمالی کشور ایالات متحده آمریکا است که جمعیت آن در سرشماری سال ۲۰۱۰ میلادی، ۲۳۲ نفر بوده‌است.